# Bacescomysis peruvianus
Bacescomysis peruvianus är en kräftdjursart som först beskrevs av Mihai Bacescu 1971.  Bacescomysis peruvianus ingår i släktet Bacescomysis och familjen Petalophthalmidae. Inga underarter finns listade i Catalogue of Life.